# Chronicle Books
Chronicle Books est une maison d'édition américaine installée à San Francisco, en Californie. Elle publie des livres pour enfants et adultes.

## Histoire
Chronicle Books est créée en 1967 par Phelps Dewey, cadre de la maison d'édition Chronicle Publishing Company (en), qui publie alors notamment le quotidien San Francisco Chronicle. En 1999, Chronicle Books est rachetée par Nion McEvoy, arrière-petit-fils de M. H. de Young (en), fondateur du journal The Cronicle. À cette époque, le personnel Chronicle Books est composé de 130 employés, et la maison publie 300 livres par an et a un inventaire total de plus d'un millier de livres. En 2000, McEvoy crée le McEvoy Group, qui servira de société faîtière pour Chronicle Books. En 2006, le McEvoy Group rachète le magazine Spin, qu'il revend en 2014.

## Publications
La maison d'édition Chronicle Books publie des livres d'architecture, d'art, de culture, de cuisine, de jardinage, de culture pop, de fiction, de photographie, ainsi que divers livres pour enfants. Elle a notamment publié plusieurs best-sellers du New York Times : Griffin and Sabine (en) de Nick Bantock (en), Duck! Rabbit! de Amy Krouse Rosenthal (en) et Olive, the Other Reindeer de Vivian Walsh (en). Parmi les autres best-sellers publiés par Chronicle Books figurent The Beatles Anthology (livre) (en), What's Your Poo Telling You? (en), Mom and Dad are Palindromes de Mark Shulman (en), la série Worst-Case Scenario (en) de Joshua Piven et David Borgenicht, la série de livres pour enfants Ivy and Bean (en) d'Annie Barrows ainsi que Papa, do you Love Me et Mama, do you Love Me de Barbara M. Joosse (en). En mars 2006, Chronicle Books publie Between the Bridge and the River (en), un roman de Craig Ferguson.
Chronicle Books vend également des produits-cadeaux, tels que des calendriers de bureau. La maison exploite trois magasins de vente au détail à San Francisco, dont un situé à proximité du siège.